# Seychellenpalme
Die Seychellenpalme (Lodoicea maldivica), auch Seychellennuss genannt, ist eine endemische Palmenart, die ausschließlich auf den Seychellen vorkommt. Sie ist auf die drei Inseln Praslin, Curieuse und Silhouette beschränkt, wo sie teils Reinbestände bildet. Ihre Samen sind die größten des Pflanzenreichs. Die Pflanze, aber auch nur der Samen, sind als "Coco de Mer" bekannt.

## Merkmale
Die Seychellenpalme ist eine kräftige, häufig hohe, solitäre, unbewehrte Fächerpalme. Sie ist zweihäusig getrenntgeschlechtig (diözisch) und mehrmals blühend. Der Stamm ist aufrecht, an der Basis etwas erweitert und mit unauffälligen Ringen der Blattnarben bedeckt. Er erreicht Höhen von 24 Meter bei Stammdurchmessern von bis zu 50 cm. Die Krone bildet eine Halbkugel und besteht aus rund 15 bis 20 Blättern.
Die Palmen wachsen sehr langsam und können wahrscheinlich ein Alter von 200 Jahren erreichen.
Die Chromosomenzahl beträgt 2n = 34.

### Blätter
Die Blätter sind induplikat gefaltet, costapalmat und verbleiben nach dem Absterben an der Pflanze (Marzeszenz), bei höheren Palmen fallen sie unter dem eigenen Gewicht ab. Die Blattscheide reißt bald gegenüber dem Blattstiel auf, und an der Stielbasis bildet sich eine dreieckige Spalte. Der Blattstiel ist 1,8 bis 3,6 m lang. Er ist kräftig, an der Oberseite mit einer tiefen Rinne, an der Unterseite abgerundet. Die Unterseite ist mit kleinen schwarzen Punkten besetzt und unregelmäßig behaart. Die Mittelrippe (Costa) ist lang, allmählich schmäler werdend und reicht fast bis zum Ende der Spreite. Die Blattspreite ist etwa so lang wie der Blattstiel. Sie wird bis 5,4 m lang und 3,6 m breit. Sie ist steif, an der Basis keilförmig, und auf etwa einem Viertel bis einem Drittel der Länge in einfach gefaltete Segmente geteilt. Diese sind kurz zweiteilig (bifid), die freien Enden hängen oft nach unten. Die Oberseite ist glänzend, glatt, die Unterseite ist stumpf mit einer dicken Behaarung entlang der abaxialen Falten. Die Mittelrippen sind an der Unterseite deutlich sichtbar.

### Blütenstände und Blüten
Die Blütenstände sind massiv, entspringen zwischen den Blättern (interfoliar) und sind kürzer als die Blätter, zwischen denen sie hängen. Männliche und weibliche Blütenstände sind deutlich unterschiedlich.

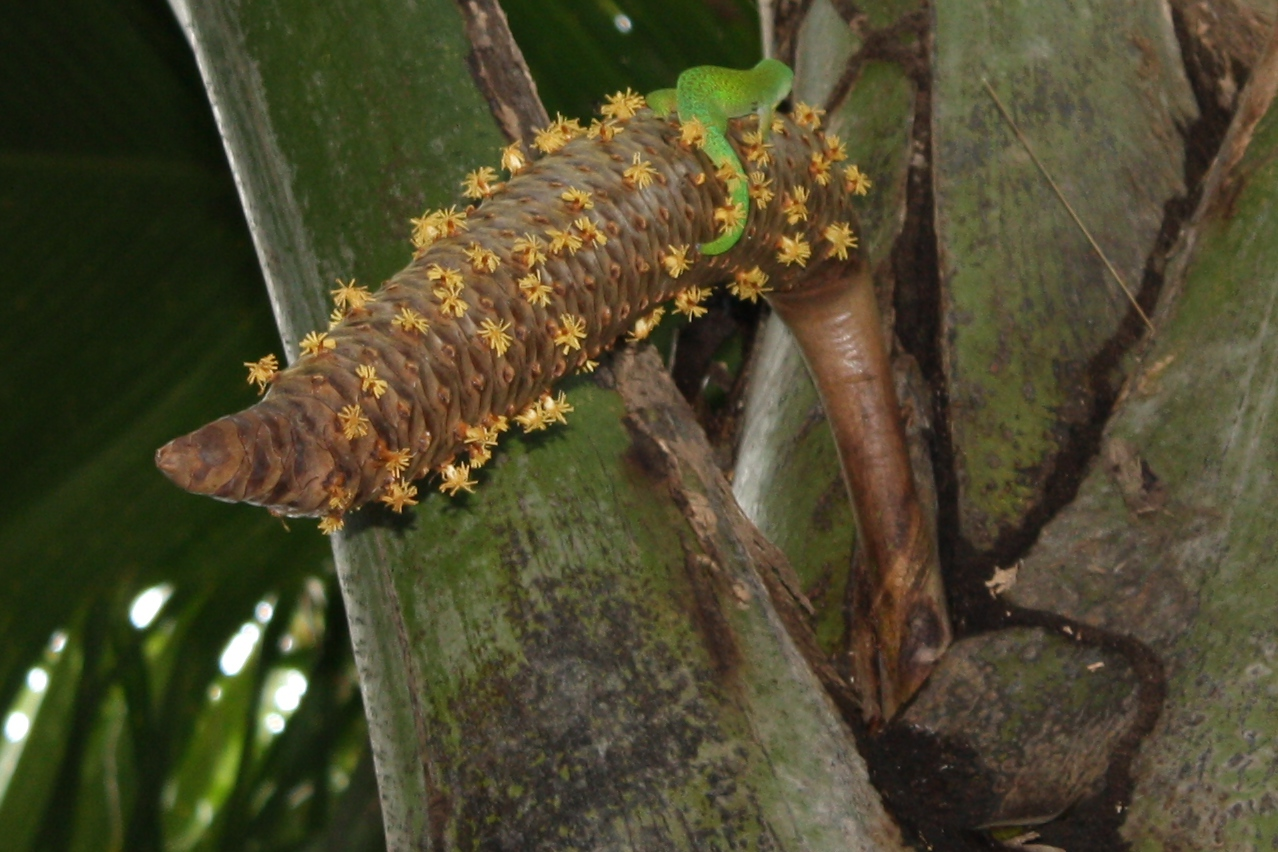
Männlicher Blütenstand mit Grünem Taggecko (Phelsuma astriata)

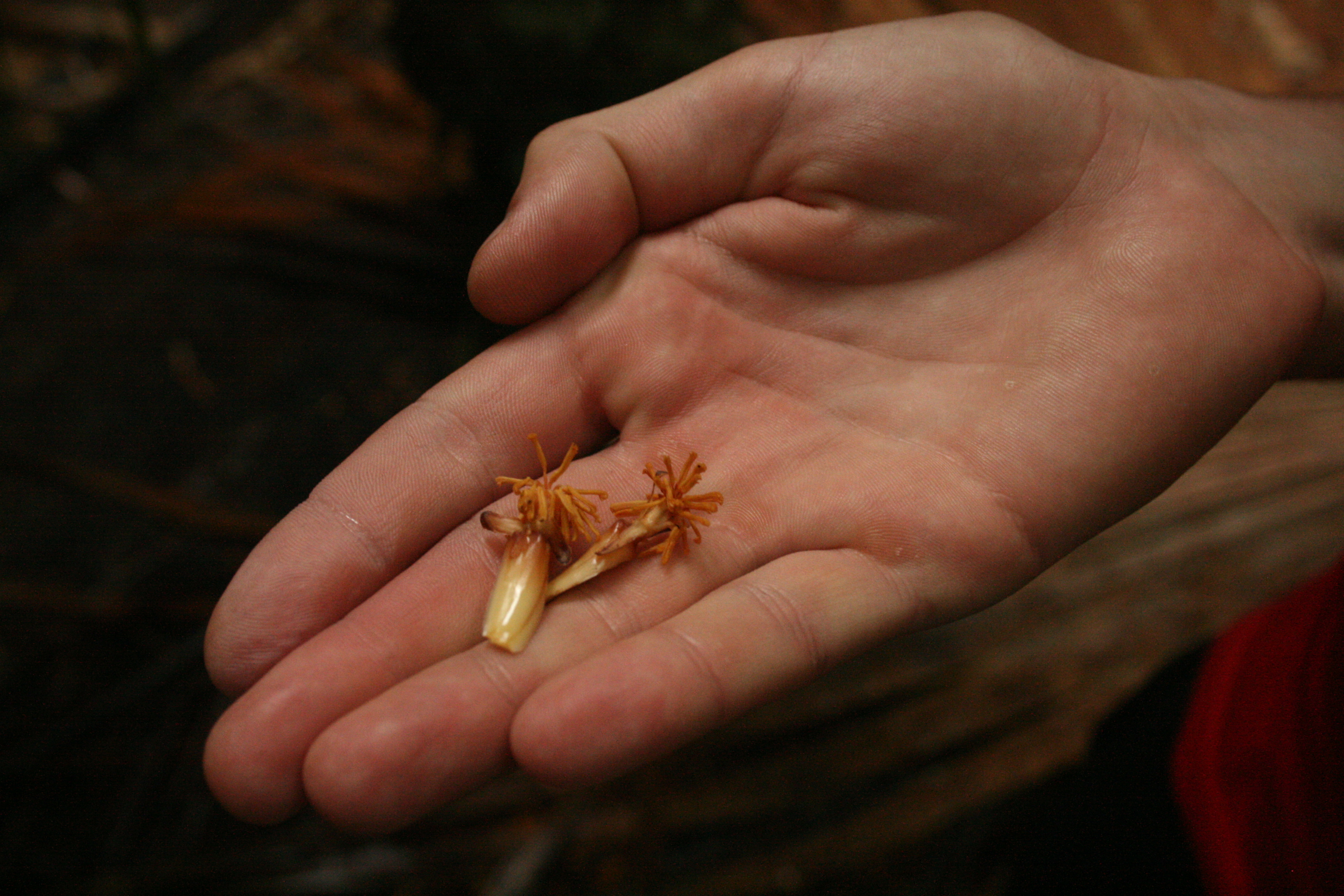
Männliche Blüten

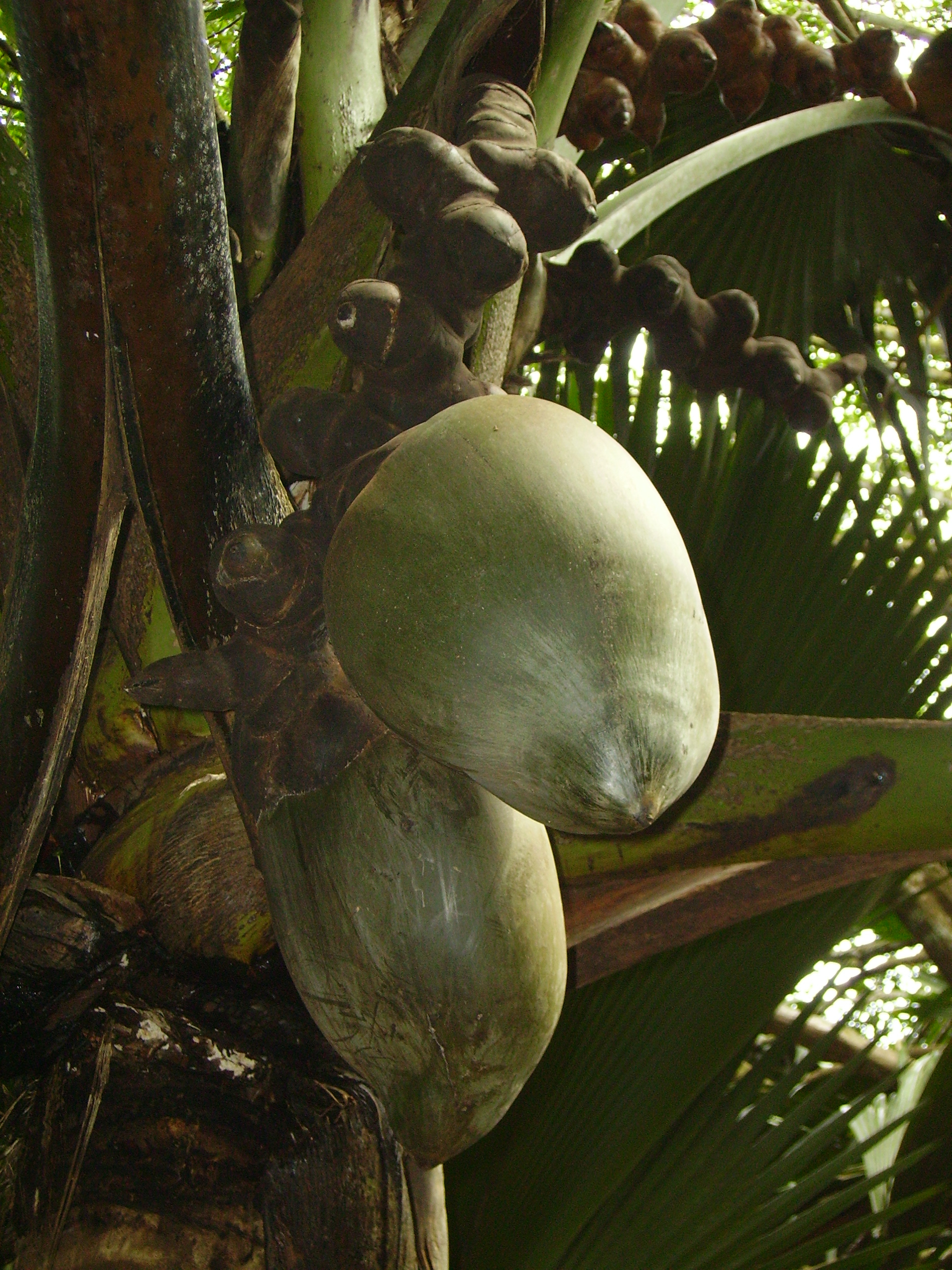
Weiblicher Blütenstand mit unreifen Früchten

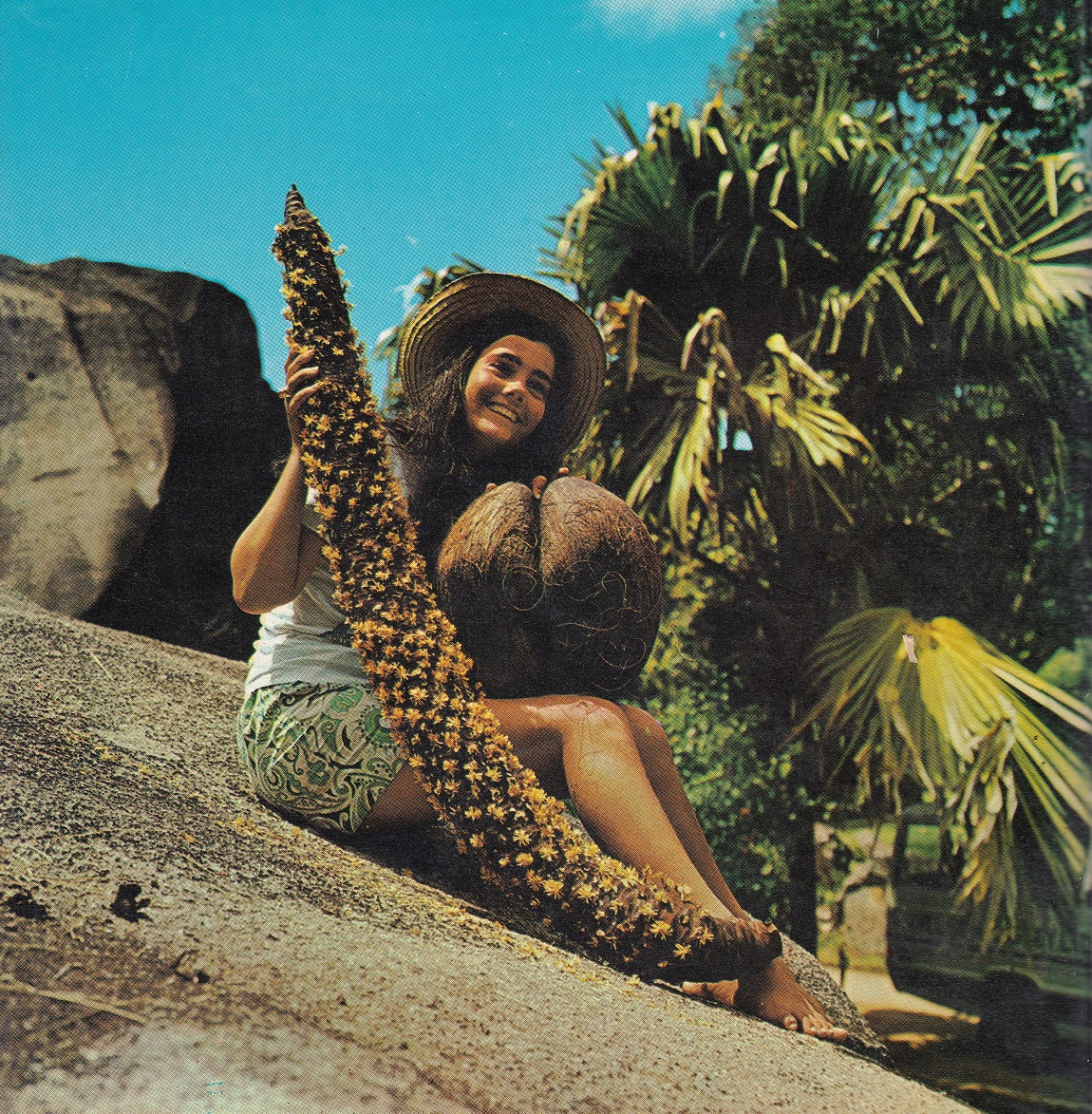
Person mit männlichem Blütenstand und mit reifem Samen

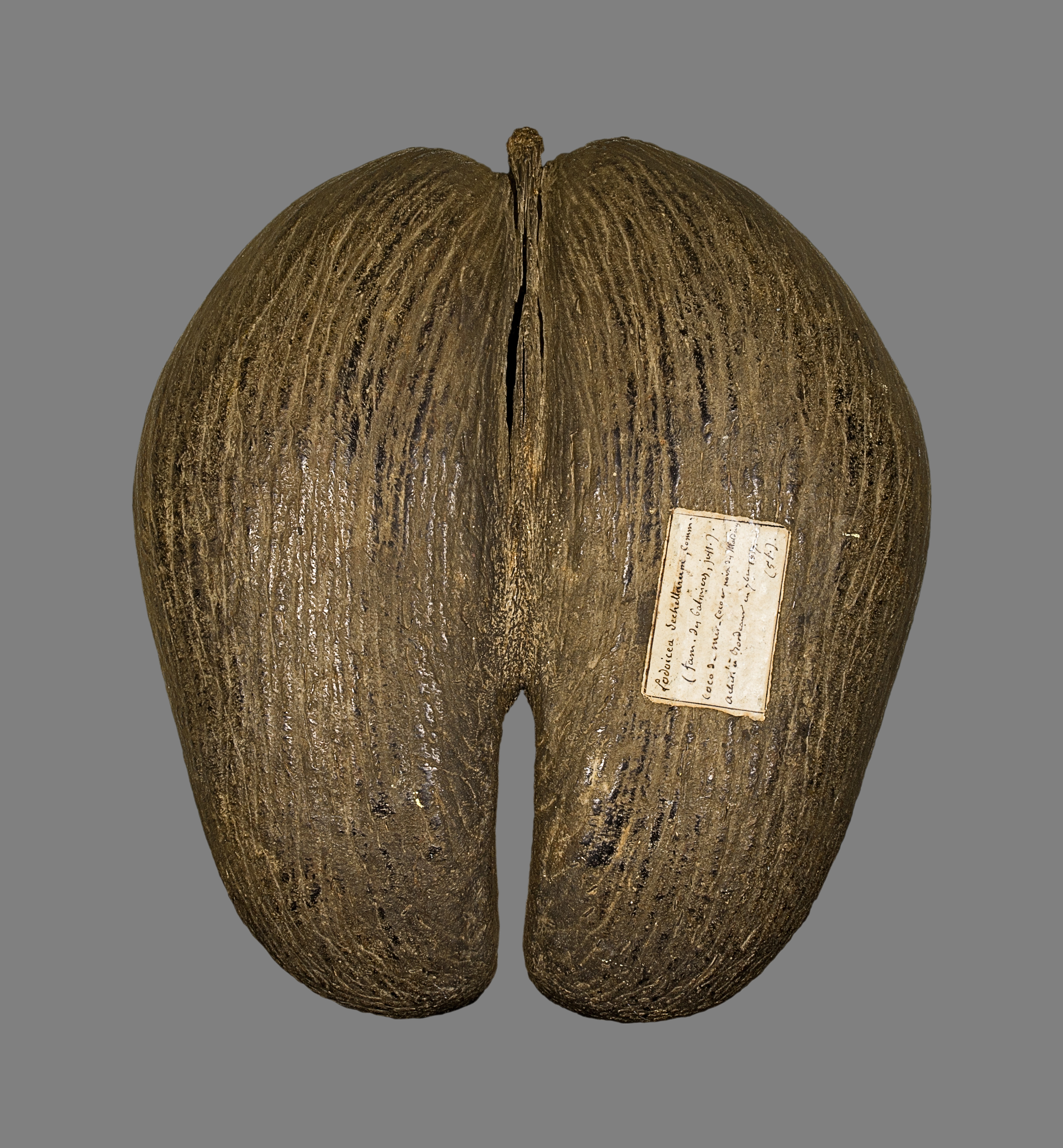
Reifer Samen

#### Männliche Blütenstände und Blüten
Die männlichen Blütenstände besitzen einen kurzen, schmalen Blütenstandsstiel. Sie sind häufig unverzweigt und enden in einer einzelnen Rachilla (blütentragenden Achse) oder in zwei bis drei gefingert angeordneten Rachillae. Das Vorblatt ist kurz, zweikielig und ventral gespalten, besitzt aber eine lange, geschlossene dreieckige Spitze. Es gibt ein Hochblatt am Blütenstandsstiel, das den Stiel verbirgt. Es ist röhrig und ventral gespalten über der Mitte und bildet einen langen, festen spitzen Schnabel. Die Rachillae sind massiv, kätzchenartig und tragen an der Basis mehrere große, leere becherartige Hochblätter. Über diesen stehen in schraubiger Anordnung sehr zähe, lederige Hochblätter, die seitlich verwachsen sind und distal große Gruben bilden. In jeder dieser Gruben steht ein nach hinten gebogener Wickel aus 60 bis 70 männlichen Blüten.
Jede männliche Blüte besitzt eine faserige Brakteole. Die drei Kelchblätter sind zu einer asymmetrischen Röhre verwachsen, die Zipfel sind frei, imbricat und asymmetrisch. Die Krone besteht aus einer langen, stielartigen Basis und drei länglichen Zipfeln, die ungleich breit sind und seitlich nicht um das Androeceum schließen. Die Spitzen der Zipfel sind dick, rundlich und imbricat. Eine Blüte enthält 17 bis 22 Staubblätter, die an der Oberfläche eines verlängerten Receptaculums stehen. Die Filamente sind kurz, breit, die Antheren sind länglich, die Spitzen rückwärts gebogen, und latrors. Das Stempelrudiment ist säulenförmig und dreiteilig.
Der Pollen ist ellipsoidisch und bisymmetrisch. Die Keimöffnung ist ein distaler Sulcus. Die längste Achse misst 61 bis 68 Mikrometer.

#### Weibliche Blütenstände und Blüten
Der weibliche Blütenstand ist unverzweigt. Er besitzt ein Vorblatt und zwei (selten bis drei) röhrige Hochblätter am Blütenstandsstiel. Diese sind ventral gespalten, haben ein langes, spitzes Ende ähnlich wie an den männlichen Blütenständen. Es gibt nur eine Rachilla, die eine direkte Verlängerung des Blütenstandsstiels ist. Sie ist kurz, breit, zickzackförmig gebogen und zum Ende hin verschmälert. Sie besitzt mehrere leere becherförmige Hochblätter. Die nachfolgenden Hochblätter sind groß und tragen jedes eine weibliche Blüte.
Die weibliche Blüte ist die größte bekannte Blüte bei den Palmengewächsen. Die Blüten sind ungestielt, eiförmig und besitzen an der Basis zwei seitliche, große becherförmige Brakteolen. Die drei Kelchblätter sind frei, imbricat, lederig, rundlich und basal dicker werdend. Die drei Kronblätter gleichen den Kelchblättern. Die Staminodien sind dreieckig, niedrig, basal verwachsen und besitzen mehrere spitze Enden. Das Gynoeceum ist eiförmig, besteht aus drei Fruchtblättern, ist dreijährig mit einem zentralen, dreilappigen Septalnektarium. Der Griffelbereich ist breit, dreieckig und faserig. Die drei Narben sind kurz und zurückgebogen. Die Samenanlagen sind geschnäbelt, orthotrop, seitlich geflügelt und haben zwei seitliche Körper, möglicherweise nicht entwickelte Samenanlagen.

### Früchte und Samen
Die Frucht ist sehr groß und wird bis 50 cm lang. Sie ist eiförmig und zugespitzt. Sie enthält einen (selten bis drei) Samen. Das Exokarp ist glatt, das Mesokarp faserig. Das Endokarp besteht aus einem bis drei zweilappigen, dicken und harten Steinkernen.
Der Samen ist der größte bekannte Pflanzensamen. Er ist zweilappig wie der Steinkern, das Endosperm ist dick, relativ hart, hohl und homogen. Der Embryo sitzt apikal im Sinus zwischen den beiden Lappen.
Ein Samen hat ein Gewicht von 10 bis 25 kg. Da eine Frucht bis zu drei Samen enthalten kann, beträgt ihr Gewicht bis 45 kg.
Eine Palme bildet meist nur eine Frucht pro Jahr. Die Reifung der Frucht dauert bis zu sieben Jahre.

## Verbreitung, Standorte und Gefährdung

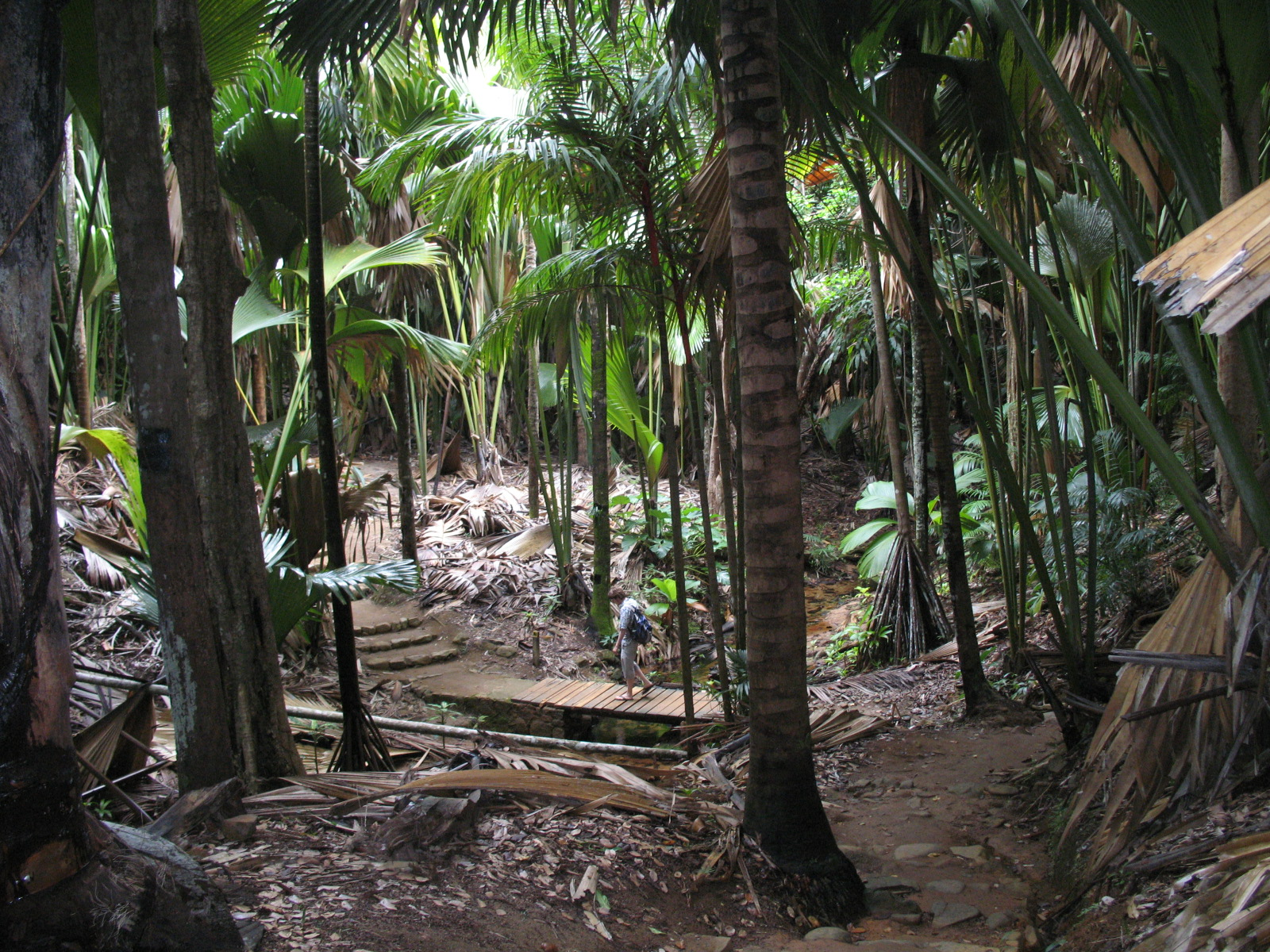
Wald aus Seychellenpalmen

Die Seychellenpalme ist auf den Seychellen endemisch. Sie ist heute auf die Hänge und Täler von Praslin und Curieuse beschränkt. In der Vergangenheit kam sie auch auf den Nachbarinseln vor. Sie fehlt in den Küstenebenen und auf den Bergkämmen.
Sie wächst auf fast allen Böden. Ihr bestes Wachstum zeigt sie in Wäldern über tiefen, gut wasserzügigen Talböden. Hier bildet die Seychellenpalme fast reine Bestände oder gemischte Bestände mit anderen Palmen (wie Deckenia nobilis) oder mit der Schraubenpalme Pandanus hornei. Diese Bestände zeichnen sich durch geringen Unterwuchs aus, was durch den Lichtmangel und die hohe Blattstreu bedingt ist. In der Stammrinde wachsen Epiphyten wie etwa Flechten. In der Krone um die Blütenstände können Farne wachsen. Mit den Palmenbeständen eng verbunden sind einige endemische Tierarten: der Kleine Vasapapagei (Coracopsis nigra barklyi), Seychellen-Rotschnabelbülbül (Hypsipetes crassirostris) und die drei Gecko-Arten: Phelsuma sunbergi, Phelsuma astriata und Ailuronyx seychellensis.
Die IUCN gab 2011 die Gesamtpopulation mit 8282 erwachsenen Individuen an. Die meisten kommen in drei Subpopulationen vor: im Vallée de Mai, in Fond Ferdinand und auf Curieuse.
In den letzten drei Generationen wird der Rückgang der Population auf rund 30 % geschätzt. Gründe für den Habitatverlust sind natürliche Brände und Brandrodung, Infrastrukturausbau, eingeführte Pathogene und Parasiten und das Sammeln und Wildern von Nüssen und Samen. Der Gefährdungsgrad wird als "endangered" (stark gefährdet) eingestuft.

## Taxonomie und Systematik
Die Gattung Lodoicea wurde 1800 von Augustin Pyramus de Candolle in Bulletin des Sciences, par la Société Philomatique Band 2, Seite 171 erstbeschrieben. De Candolle übernahm den Namen von Philibert Commerson. Die Gattung wurde nach dem französischen König Ludwig XV. (1710–1774) benannt.
Die Gattung Lodoicea wird innerhalb der Familie Arecaceae in die Unterfamilie Coryphoideae, Tribus Borasseae und Subtribus Lataniinae gestellt. Die Gattung ist monotypisch, sie besteht aus der einzigen Art Lodoicea maldivica. Ihre Schwestergruppe ist möglicherweise die Gruppe aus Borassodendron und Borassus. Das Artepitheton maldivica bezieht sich auf die Malediven und stammt aus einer Zeit, als die Samen nur von angeschwemmten Exemplaren von den Malediven bekannt waren.
In der World Checklist of Selected Plant Families der Royal Botanic Gardens, Kew, wird nur die Art Lodoicea maldivica anerkannt.

## Nutzung
Die Blätter werden lokal zum Dachdecken und für Flechtarbeiten verwendet. Aus dem Holz werden Palisaden und Wassertröge hergestellt. Aus den Samen wird Essgeschirr hergestellt. Sie finden auch als Elfenbein-Ersatz (sog. vegetabiles Elfenbein) Verwendung. Mit dem Flaum junger Blätter werden Polster gefüllt. Der Verkauf der Nüsse an Touristen ist eine bedeutende Einkommensquelle, wobei die Gesamtzahl der Früchte begrenzt ist.
Das Fruchtfleisch ist essbar.

## Belege
- John Dransfield, Natalie W. Uhl, Conny B. Asmussen, William J. Baker, Madeline M. Harley, Carl E. Lewis: Genera Palmarum. The Evolution and Classification of Palms. Zweite Auflage, Royal Botanic Gardens, Kew 2008, ISBN 978-1-84246-182-2, S. 323–325.